# Gibbohammus stricticollis
Gibbohammus stricticollis là một loài bọ cánh cứng trong họ Cerambycidae.